# Morten Pedersen
Morten Pedersen (Tromsø, 12 aprile 1972) è un allenatore di calcio ed ex calciatore norvegese, di ruolo difensore.

## Carriera

### Giocatore

#### Club
Pedersen iniziò la carriera giocando con la maglia dello Storsteinnes, prima di trasferirsi ai danesi del Brøndby nel 1990. La sua avventura con la nuova squadra si concluse dopo 18 incontri di campionato in due anni. Nel 1992 tornò in patria per giocare con la maglia del Tromsø: rimase al club fino al 1996, quando fu ingaggiato dal Brann. Rimase in questa squadra per una sola stagione, prima di tentare nuovamente la fortuna all'estero: stavolta si legò ai tedeschi del Borussia Mönchengladbach.
Anche l'esperienza tedesca, però, non fu fortunata e il calciatore tornò quindi in Norvegia, firmando per il Rosenborg. Pedersen vinse con il club la Tippeligaen 1998 e, l'anno seguente, fu ceduto in prestito al Vålerenga. Esordì per il nuovo club l'8 agosto 1999, giocando da titolare nella sconfitta casalinga per due a uno contro il Brann.
Nel 2000 tentò nuovamente l'avventura all'estero e firmò per il Gent, squadra allenata dal connazionale Trond Sollied. Esordì il 13 agosto dello stesso anno, nella sconfitta per sei a due in casa del Club Brugge. Il 27 agosto segnò la sua unica rete in campionato per il club, contribuendo al successo per quattro a uno in casa dello Aalst. Giocò per alcuni anni in Belgio, ma il suo spazio diminuì progressivamente.
Tornò al Tromsø nel 2003, nello stesso anno in cui Ole Martin Årst fece il suo ritorno al club. Nell'ultima gara casalinga della Tippeligaen 2006 subì un grave infortunio, che ad agosto 2007 lo obbligò ad annunciare il suo ritiro dal calcio giocato. Gli fu tributata una festa per l'addio al calcio prima della partita contro l'Odd Grenland del 2 settembre.

### Allenatore
Nel 2008, diventò allenatore del Tromsdalen. Il 25 novembre 2010, la società annunciò di non voler rinnovare il suo contratto, in scadenza proprio al termine di quella stagione.

## Palmarès

### Giocatore

#### Club

##### Competizioni nazionali
- Tippeligaen: 1

Rosenborg: 1998